# Мичуринское (Костанайская область)
Мичуринское (каз. Мичурин) — село в Костанайском районе Костанайской области Казахстана. Административный центр Мичуринского сельского округа. Находится примерно в 5 км к юго-востоку от центра города Костаная. Код КАТО — 395451100.

## Население
В 1999 году население села составляло 1592 человека (744 мужчины и 848 женщин). По данным переписи 2009 года, в селе проживало 2209 человек (1068 мужчин и 1141 женщина).